# Katherine Ruth
Katherine Patricia Ruth (nascida na Califórnia) é uma rainha de beleza e modelo dos EUA que venceu o Miss Internacional 1978.
Ela foi a segunda de seu país a levar esta coroa. 

## Miss Internacional 1978
Representando Granada Hills, Califórnia, Katherine venceu o Miss U.S. International 1974. 
Depois, aos 20 anos de idade, ela derrotou outras 42 concorrentes no Miss Internacional 1978, realizado em Tóquio no dia 10 de novembro. 
Após vencer ela falou aos repórteres que estava muito feliz e que participou do concurso incentivada pelos pais para que tentasse a sorte. 